# 館山警察署
館山警察署（たてやまけいさつしょ）は、千葉県警察が管轄する警察署の一つである。署長は警視。

## 管轄区域
- 館山市
- 南房総市
- 安房郡鋸南町

## 所在地
- 千葉県館山市北条1090番地2

## 庁舎概要

### 館山警察署庁舎
- 竣工年 : 1972年
- 延床面積 : 1,314m²
- 構造/規模 : RC造、地上3階

### 館山警察署千倉幹部交番庁舎
- 竣工年 : 1974年
- 延床面積 : 857m²
- 構造/規模 : RC造、地上1階

## 沿革
- 1877年（明治10年）：北条警察署として発足
- 1939年（昭和14年）：館山警察署に改称
- 2006年（平成18年）：館山警察署と千倉警察署が統合
  - 館山警察署管内だった安房郡富山町・富浦町・三芳村と、千倉警察署管内だった同郡千倉町・白浜町・丸山町・和田町が合併して南房総市が発足したことによる措置。
- 2023年（令和5年）1月：旧千葉県立安房南高等学校グランド跡地に建設した新庁舎に移転[1][2][3]。

## 幹部交番

### 南房総市
- 千倉幹部交番（南房総市千倉町瀬戸2916番地） - 旧千倉警察署庁舎を使用

## 交番

### 館山市
- 城山交番（館山市館山731番地の1）
- 館山駅前交番（館山市北条2204番地の4）

### 鋸南町
- 勝山交番（安房郡鋸南町竜島846番地の2）

## 駐在所

### 館山市
- 神戸駐在所（館山市犬石1496番地の126）
- 九重駐在所（館山市二子13番地の2）
- 豊房駐在所（館山市大戸179番地の2）
- 那古駐在所（館山市那古1125番地の4）
- 西岬駐在所（館山市浜田374番地）
- 船形駐在所（館山市船形881番地） - 旧船形第二駐在所：2007年4月1日より交番再編により船形第一駐在所が警察官連絡所となったため改称
- 正木駐在所（館山市正木1778番地の1）

### 鋸南町
- 保田駐在所（安房郡鋸南町保田578番地の14）
- 吉浜駐在所（安房郡鋸南町吉浜71番地の1）

### 南房総市
- 岩井駐在所（南房総市久枝1046番地）
- 高崎駐在所（南房総市竹内29番地の3）
- 南無谷駐在所（南房総市富浦町南無谷122番地の24）
- 平群駐在所（南房総市平久里中193番地の5）
- 原岡駐在所（南房総市富浦町原岡209番地の1）
- 三芳駐在所（南房総市明石41番地の5）

#### 千倉幹部交番管轄
- 石堂駐在所（南房総市珠師ヶ谷1260番地3）
- 大川駐在所（南房総市千倉町大川1114番地3）
- 乙浜駐在所（南房総市白浜町乙浜471番地）
- 北三原駐在所（南房総市和田町黒岩370番地1）
- 白子駐在所（南房総市千倉町白子555番地1）
- 白浜駐在所（南房総市白浜町白浜783番地）
- 滝口駐在所（南房総市白浜町滝口5355番地1）
- 古川駐在所（南房総市安馬谷2030番地6）
- 南三原駐在所（南房総市和田町下三原395番地8）
- 和田駐在所（南房総市和田町柴180番地1）

## 連絡書
- 船形警察官連絡所 - 旧船形第一駐在所：2007年4月1日より交番再編により管轄を船形駐在所に移管・統合